# Pavonia sepium

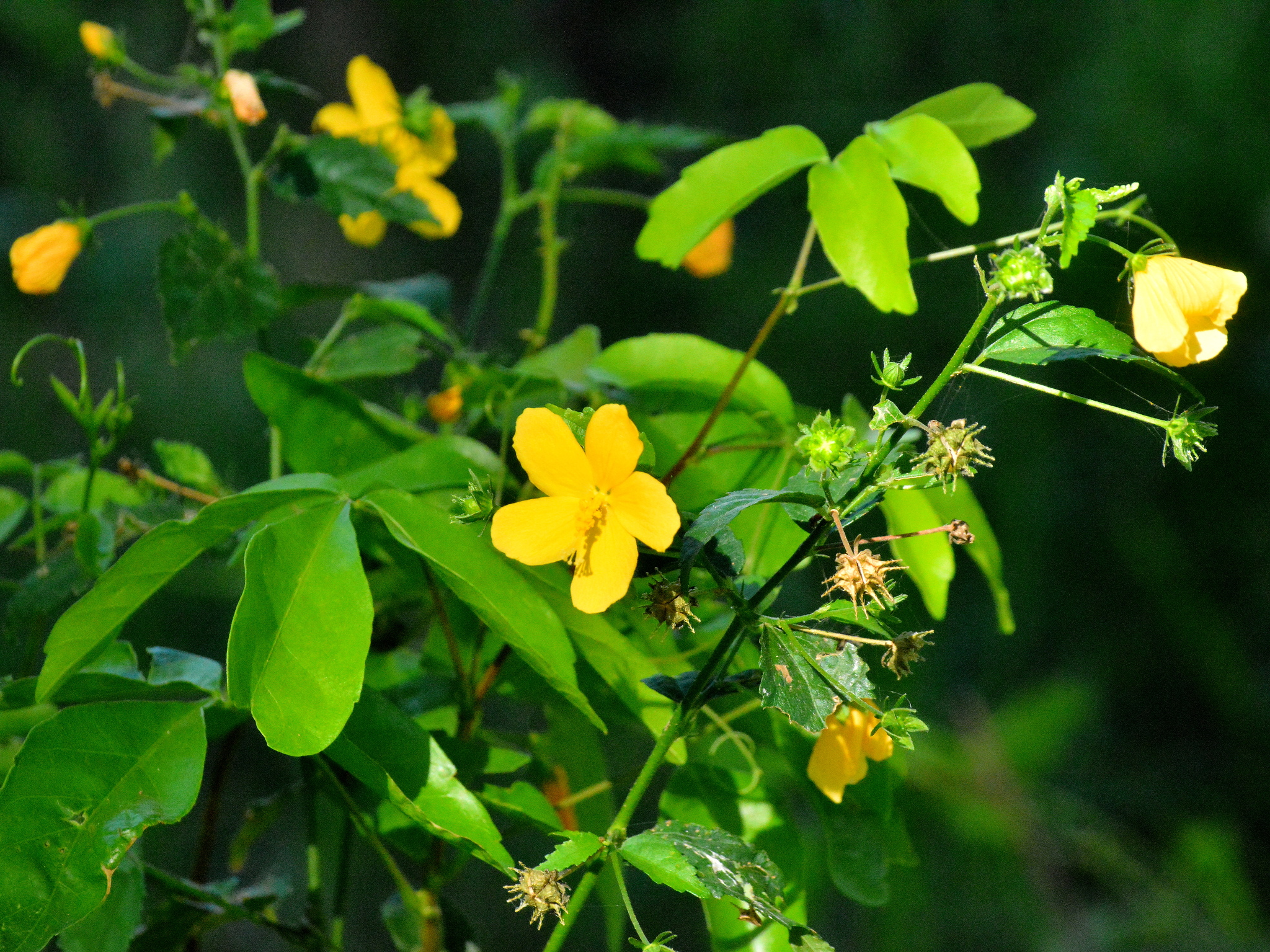
Pavonia sepium con flores y frutos

Pavonia sepium es una especie de planta con flores de la familia Malvaceae nativa de América del Sur.

## Nombres comunes
En Argentina es conocida como malva del bosque o botón de oro.

## Características
Pavonia sepium es una planta arbustiva que crece a la sombra en lugares húmedos, con flores amarillas.

## Taxonomía
La especie se divide en subespecies:

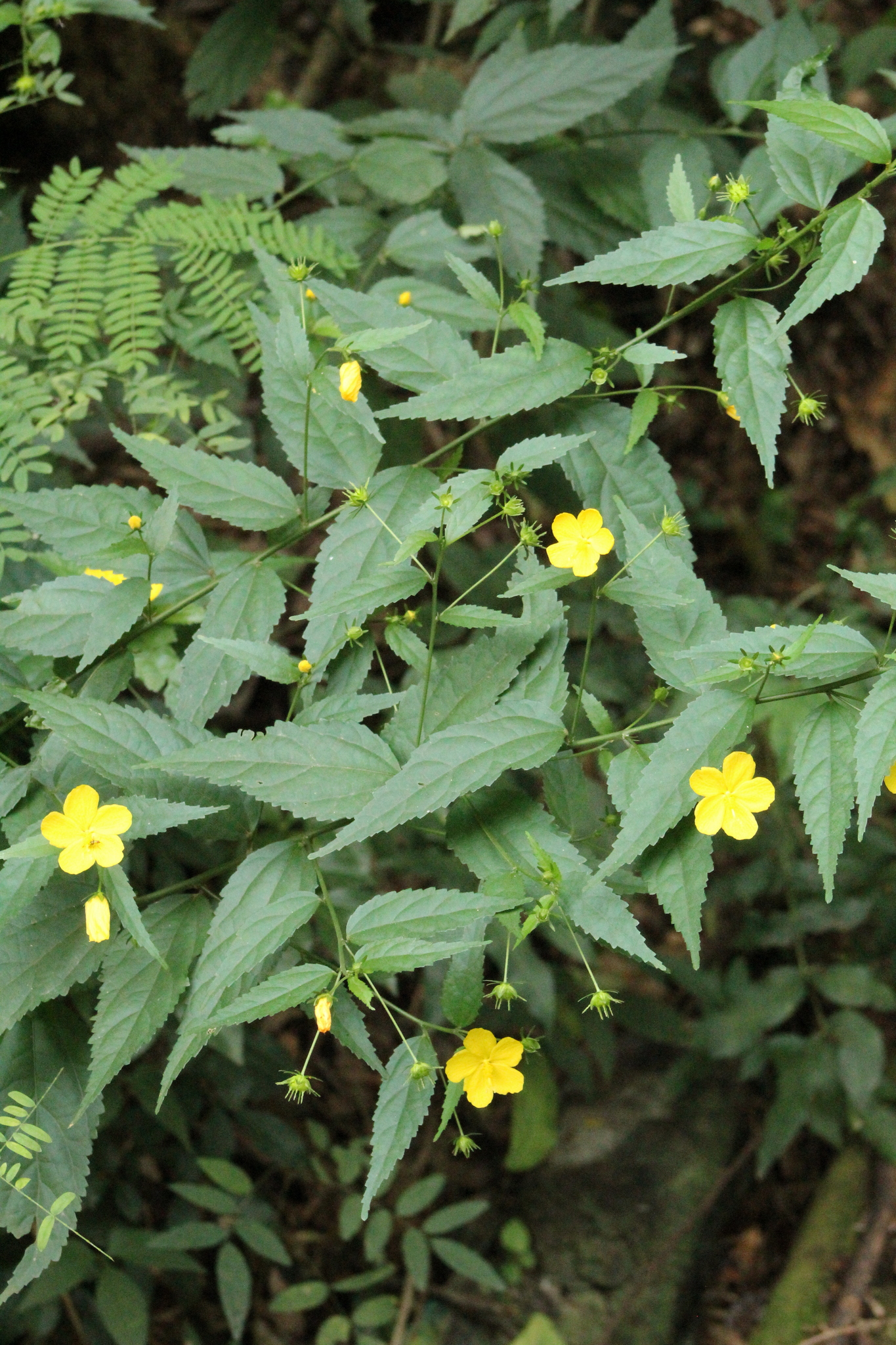
Pavonia sepium, follaje con flores.

- Pavonia sepium, follaje con flores.P. s. macrocarpum
- P. s. sepium